# Gerlach Cornelis Joannes van Reenen (1818-1893)
Gerlach Cornelis Joannes van Reenen (Amsterdam, 30 september 1818 – 's-Gravenhage, 31 mei 1893) was een conservatieve Nederlandse politicus. Hij was minister en vicepresident van de Raad van State.

## Leven en werk
Van Reenen werd in 1818 in Amsterdam geboren als zoon van de hoogleraar rechtswetenschappen Jacobus Hendricus van Reenen en Louise van Vollenhoven, en telg uit het geslacht Van Reenen. Na de Latijnse school te hebben doorlopen studeerde hij rechten aan het Atheneum Illustre in Amsterdam en aan de Leidse hogeschool, waar hij in 1840 op stellingen promoveerde. Na zijn studie vestigde hij zich als advocaat in Amsterdam. Van 1847 tot 1853 maakte hij deel uit van het gemeentebestuur van Amsterdam. Hij was in deze periode tevens achtereenvolgens wethouder (van 1849 tot 1850) en burgemeester (van 1850 tot 1853) van deze stad. Van 1850 tot 1853 was hij lid van Provinciale Staten van Noord-Holland. Daarna begon zijn landelijke carrière. In 1853 werd hij op wens van koning Willem III benoemd tot minister van Binnenlandse zaken in het kabinet-Van Hall-Donker Curtius. Hij realiseerde in de drie jaar van zijn ministerschap diverse wetten, waaronder de Wet op het armbestuur in 1854. In 1856 legde hij zijn ministerschap neer vanwege een verschil van mening over de onderwijswetgeving. In 1858 werd hij gekozen tot lid van de Tweede Kamer. In de periode van zijn Kamerlidmaatschap die tot 1875 duurde, was hij van 1858 tot 1869 Kamervoorzitter. In 1858 weigerde hij een nieuwe benoeming tot minister. In januari 1866 weigerde hij de functie van formateur om voor vervanging te zorgen voor de afgetreden ministers Thorbecke en Olivier. Na het beëindigen van zijn Kamerlidmaatschap werd hij door Willem III - die hem steeds als een steunpilaar zag - benoemd tot vicepresident van de Raad van State. Onder zijn vicepresidentschap nam de Raad van State tweemaal enkele weken het koninklijk gezag waar nadat koning Willem III buiten staat was verklaard te regeren, in 1889 en in 1890. Na het overlijden van Willem III in 1890 fungeerde Van Reenen tot zijn overlijden in 1893 tevens als voorzitter van de Raad van Voogdij over koningin Wilhelmina.
Van Reenen weigerde in 1856 een verheffing tot baron, maar werd in 1876 wel verheven tot jonkheer. Van Reenen was Commandeur in de Orde van de Nederlandse Leeuw (1854) en drager van het Grootkruis in de Orde van de Eikenkroon (1861) en van het Grootkruis in de Orde van de Nederlandse Leeuw (1887).
Van Reenen trouwde op 7 mei 1842 met Clara Frederica van de Poll. Uit hun huwelijk werden tien kinderen geboren. Hij overleed in mei 1893 op 74-jarige leeftijd in Den Haag.
- Biografisch Portaal: 10027302
- Digitale Bibliotheek voor de Nederlandse Letteren: reen004
- International Standard Name Identifier: 0000 0003 9724 904X
- Nederlandse Thesaurus van Auteursnamen: 070572984
- Parlement.com: vg09ll5oibyc
- Virtual International Authority File: 396090
- WorldCat: E39PBJjCRkJvF4yQMMrGBM6kDq